# NGC 786
NGC 786 è una galassia a spirale situata nella costellazione dell'Ariete, a una distanza di circa 202 milioni di anni luce dalla nostra Via Lattea.

## Scoperta
La galassia è stata scoperta il 26 settembre 1865 dall'astronomo prussiano Heinrich d'Arrest.

## Descrizione
NGC 786 presenta una larga riga a 21 cm dell'idrogeno neutro.